# Kirche von Vörå

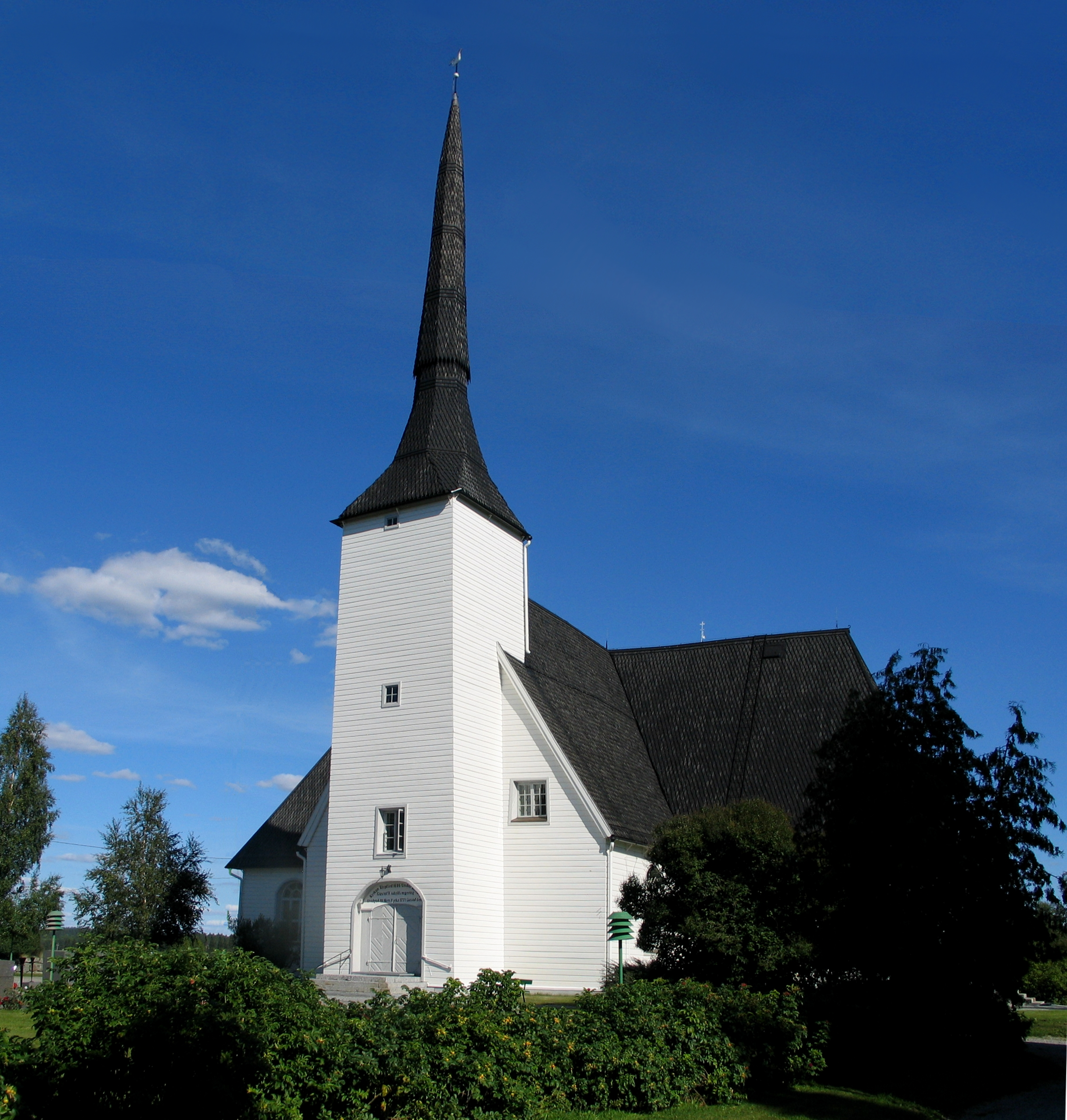
Die Kirche von Vörå

Die Kirche von Vörå ist eine Holzkirche in der Gemeinde Vörå (Vöyri) in der Landschaft Österbotten im Westen Finnlands. Sie wurde 1626–1627 als Stützpfeilerkirche erbaut und 1777 zur Kreuzkirche erweitert. Damit ist sie die älteste Holzkirche Finnlands.

## Geschichte
An der Stelle der heutigen Kirche von Vörå befand sich vermutlich schon im Mittelalter ein hölzerner Vorgängerbau. Anfang des 16. Jahrhunderts plante man, den hölzernen Bau durch eine Steinkirche zu ersetzen. Als erster Bauabschnitt wurde im Zeitraum zwischen 1519 und 1522 eine steinerne Sakristei angebaut. Nach der Reformation, die von König Gustav I. Wasa (1523–1560) im schwedischen Reich eingeführt wurde, musste das Bauprojekt aber eingestellt werden, so dass von der geplanten Steinkirche nur die Sakristei fertiggestellt wurde.
1626 wurde die alte Kirche abgerissen und an ihrer Stelle eine neue Holzkirche errichtet. Diese wurde 1627 fertiggestellt und bildet den Kern des heutigen Kirchengebäudes. In ihrer ursprünglichen Form handelte es sich um eine Stützpfeilerkirche mit rechteckigem Grundriss und Westturm. Die steinerne Sakristei blieb zunächst erhalten und wurde in den neuen Kirchenbau integriert. Nachdem die Kirche für die größer gewordene Zahl der Gemeindemitglieder zu klein geworden war, entschied man sich 1777, sie zu einer Kreuzkirche zu erweitern. Hierfür wurde das Langhaus in der Mitte durchtrennt und der östliche Teil rund 12 Meter verschoben, um einen nördlichen und südlichen Kreuzarm anbauen zu können. Die alte Sakristei war dem Nordarm im Weg und wurde daher abgerissen. Von der 1626–1627 erbauten Holzkirche ist also der Westteil samt Kirchturm an seiner ursprünglichen Stelle erhalten, während der Ostteil verschoben wurde. Sie sind die ältesten in Gebrauch befindlichen Bauteile einer Holzkirche in Finnland.

## Baubeschreibung und Inneneinrichtung

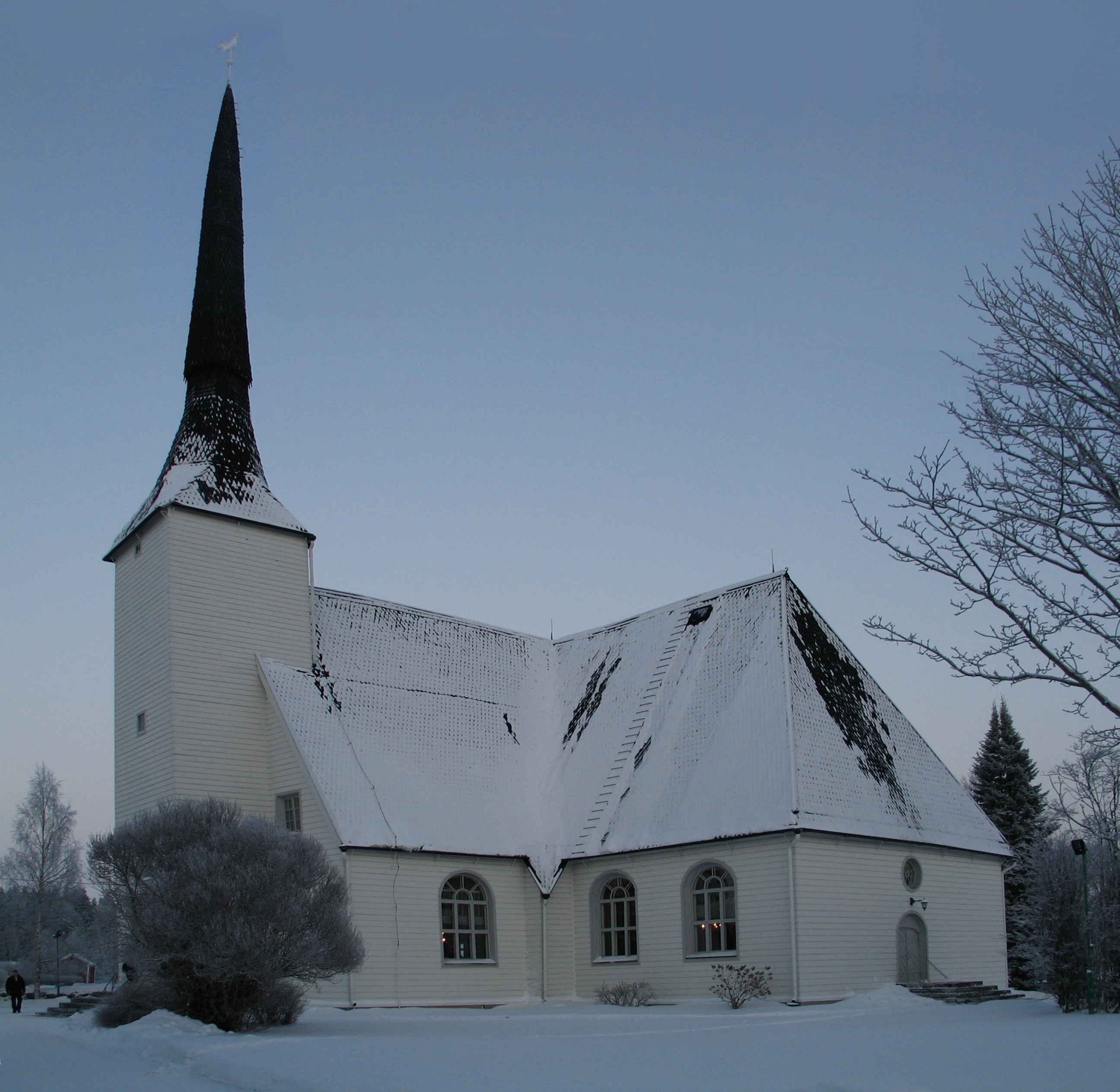
Die Kirche von Vörå im Winter

In ihrer heutigen Form ist die Kirche von Vörå eine Kombination aus den Bauformen der Stützpfeilerkirche, die im 17. Jahrhundert in Österbotten vorherrschend war, und der Kreuzkirche, die im 18. Jahrhundert in der finnischen Kirchenbauarchitektur verbreitet war. Die Kirche hat einen Grundriss in Form eines gleicharmigen griechischen Kreuzes. Am westlichen Ende erhebt sich ein schlanker, 42 Meter hoher Kirchturm. Die Kirche ist in Blockbauweise errichtet und von außen mit weiß gestrichenen Holzbrettern verkleidet. Die Kirchenglocken sind nicht im Kirchturm, sondern einem freistehenden Glockenstapel aus dem Jahr 1702 untergebracht.
Zum Inventar der Kirche von Vörå gehören ein Altarretabel, ein Triumphkreuz und mehrere Heiligenfiguren, die sich vom mittelalterlichen Vorgängerbau erhalten haben. Das Triumphkreuz wurde um 1400 in Norddeutschland, die Altartafel Mitte desselben Jahrhunderts in Preußen geschaffen. Aus derselben Zeit stammt eine Skulptur des Heiligen Olav, die wohl aus Lübeck stammt. Diese Objekte kamen vermutlich nach dem Dreißigjährigen Krieg als Kriegsbeute nach Vörå.